# Bezirk Borgo
Der Bezirk Borgo (deutsch:  Burgen) war ein politischer Bezirk in der Gefürsteten Grafschaft Tirol. Der Bezirk umfasste Teile des südöstlichen Trentino. Sitz der Bezirkshauptmannschaft war die Gemeinde Borgo. Das Gebiet wurde nach dem Ersten Weltkrieg Italien zugeschlagen.

## Geschichte
Die modernen, politischen Bezirke der Habsburgermonarchie wurden 1868 im Zuge der Trennung der politischen von der judikativen Verwaltung geschaffen.
Der Bezirk Borgo wurde dabei 1868 aus den Gerichtsbezirken Borgo, Levico und Strigno gebildet.
Im Bezirk Borgo lebten 1869 44.086 Personen, wobei der Bezirk 8500 Häuser beherbergte.
Der Bezirk Borgo umfasste 1910 eine Fläche von 737,61 km² und beherbergte eine Bevölkerung von 45.423 Personen, davon hatten 42.989 Italienisch oder Ladinisch, 1.617 Deutsch und 817 eine andere Sprache als Umgangssprache angegeben oder waren Staatsfremde. Der Bezirk bestand aus drei Gerichtsbezirken mit 31 Gemeinden.
Durch die Grenzbestimmungen des am 10. September 1919 abgeschlossenen Vertrages von Saint-Germain wurde der Bezirk Borgo zur Gänze Italien zugeschlagen.

## Gemeinden
Der Bezirk Borgo umfasste 1910 die 31 Gemeinden Bieno, Borgo, Bosentino, Calceranica, Caldonazzo, Carzano, Casotto, Castello Tesino, Castelnuovo, Centa, Cinte Tesino, Grigno, Ivano Fracena, Lavarone, Levico, Lusern, Novaledo, Ospedaletto, Pedemonte, Pieve Tesino, Roncegno, Ronchi, Samone, Scurelle, Spera, Strigno, Telve, Telve di sopra, Torcegno, Vattaro und Vill' Agnedo.